# Casa Burchi-Zmeu
Casa Burchi-Zmeu este o clădire din municipiul Iași, construită la o dată necunoscută între anii 1800-1832 de către vornicul Ilie Burchi poreclit Zmău. Este situată în centrul orașului, pe Str. Zmeu nr. 3. Clădirea, care s-a aflat în reparații între 2013-2015, găzduiește începând din anul 2016 Muzeul Municipal din Iași. 
Casa Burchi-Zmeu a fost inclusă pe Lista monumentelor istorice din județul Iași din anul 2015, având codul de clasificare  IS-II-m-B-04096.

## Istoric
Casa Burchi-Zmeu a fost construită la o dată necunoscută, între anii 1800-1832, de către vornicul Ilie Burchi poreclit Zmău pe locul unei construcții de la mijlocul secolului al XVII-lea. Casa a ars în marele incendiu din 1827 care a distrus o parte a orașului Iași, incendiu izbucnit într-o altă casă a lui Ilie Burchi, situată lângă Academia Mihăileană. Reconstruită după incendiu, casa a rămas în proprietatea familiei Burchi până pe la sfârșitul secolului al XIX-lea. 
În secolul al XX-lea s-au succedat numeroși proprietari sau ocupanți: la 1920 era în proprietatea Jandarmeriei, mai târziu aici funcționând Institutul de Surdo-Muți. După 1989, mai multe firme particulare sau organizații sindicale au închiriat casa.

## Descrierea clădirii
Clădirea, cu beci, parter și un etaj, are o suprafață construită de 568 m².
Intrarea în clădire se face în axul principal printr-o boltă care, fiind îngustă, nu permitea accesul trăsurilor. Scara este decalată pe latura lateral dreapta, camerele fiind dispuse simetric față de axul principal.
Sumele necesare reabilitării clădirii se ridică la aproximativ 19,5 milioane de lei, din care aproximativ 19 milioane au fost obținute din fonduri europene ne rambursabile.
După reabilitare clădirea va adăposti Muzeul Municipal, muzeu ce va avea o colecție de numismatică expusă la subsolul clădirii, 5 săli de expunere și 3 holuri pentru exponate la parter și, la etaj, 4 săli de expunere, două holuri pentru exponate și o sală multimedia. 